# Mask (álbum de Vangelis)
Mask é um álbum de estúdio do músico grego Vangelis, lançado em 1985.

## Faixas
1. "Movement 1" – 10:18
2. "Movement 2" – 3:26
3. "Movement 3" – 6:38
4. "Movement 4" – 8:41
5. "Movement 5" – 10:00
6. "Movement 6" – 4:22